# Walther von der Vogelweide
Walther von der Vogelweide, nemški pesnik, * okrog 1170, † okrog 1230.
Walther von der Vogelweide je najslavnejši nemško govoreči srednjeveški pesnik. Kljub temu dejstvu, pa zapiskov o njegovi slavi ni mogoče najti med njegovimi sodobniki. Obstaja le ena osamljena opazka škofa Wolfgerja iz Passava: (Walthero cantori de Vogelweide pro pellicio V solidos longos ali: »Pevcu Walterju 5 šilingov, da si kupi plašč«). Glavne podatke o njem najdemo v njegovih lastnih pesnitvah.

## Viteška lirika (Minnesang)
Njegovih del ne moremo časovno opredeliti, kajti v svojem delovnju ni sledil osnovnim strukturam razvoja pisanja. Veliko je prepletanj in protislovij, tako, da so dela relativno kronološko razporejena. Spodnja opredelitev nam služi kot pregled njegovih del in ne kot kronološka opredelitev.

- 1.	Pesmi, pesnitve ki jasno sledijo načelom ljubezenskega viteškega pesništva visoke Minne (des Minnesangs der Hohen Minne), po kvaliteti pa delujejo še rahlo začetniško; (Die Minnenklagen 13,33; 112,17; 115,6; Das Freudenlied 109,1; Die Botenlieder 112,35 in 120,16: Die Wechsel 71,35 in 119,17; Der Frauenmonolog 113,31; Das Tagelied 88,9).

- 2.	Pesmi, ki sledijo istim načelom ampak, je v njih že prisotno Walterjevo mojstrstvo pisanja. V to skupino spadajo pesmi kot npr. Die Minneklage 54,37, Der Dialog 85,37, Das Preislied 56,14 ter tako imenovane Neunziger- Lieder 91,17-94,10 in 95,17-100,2.

- 3.	Kot neko vrsto protipoezije, takratni poeziji visoke »ljubezni«, ustvari Walter Die Mädchenlieder (Na tovrtsno poezijo so gleda kot na »nižjo-minno« - odvisno od osebe, ki inerpretira).

Na mesto žalosti, zaradi neipolnjene ljubezni, v ospredje vsopijo posmehljivi elementi. Das Lied von der Traumliebe 74,20 Das Lindelied (tudi »Unter den Linden«) 39,11 in Herzliebez frowelîn 49,25, Das Mailied 51,13, das Halmorakel 65,33, das Vokalspiel 75,25, didaktične pesmi 39,1; 50,19 110,13 in 112,3.

- 4.	Podobno tezo je Walter zagovarjal tudi v področju same viteške ljubezenske lirike (Minnesangs). Posledično postane koncept visoke viteške ljubezenske pesnitve (Hohe Minne) predmet razprave. Kajti dame, ki niso pripravljene svojemu snubcu izkazati ljubezen/naklonjenost, so bile označene kot neženske. V ta sklop spadajo pesmi 40,19; 44,35; 47,36; 52,23; 58,21; 69,1; 72,31.

Radikalneje kot Walter je po letu 1210 postavil koncept viteške ljubezenska pesnitve pod vprašaj, njegov neposredni rival Neidhart in sicer tako, da je iz nje napravil parodijo. Walter je odgovoril s pesnitvijo Owê hovelîchez singen.
V vrsti/seriji Novih viteških ljubezenskih pesnitev (Liedern der neuen hohen Minne) gre manj za osebno izpolnitev ljubezni ampak bolj za to, da se s posmehovanjem viteške lirike, počasi že nakazuje konec dvorske kulture in nagib k barbarstvu. V središču stoji dama, ki ustreza etničnim zahtevam viteške ljubezenske pesnitve .

## Igrana pesnitev
Zaradi Walterja je postala politična lirika Sangspruchdichtung) enakovredna zvrst viteški ljubezenski liriki (Minnesang). Novosti, ki jih je uvedel, so predstavljale tako vsebinske kot tudi formalne izboljšave. Predvsem pa je postala igrana pesem orožje v vsakodnevnem političnem življenju. V sporu med cesarjem Ottom IV in papežem Innocencem III (1198-1227) se je postavil na stran cesarja in je do konca zagovarjal dejstvo, da so križarski pohodi del viteštva, ki jih vodi cesar in ne papež.

Če se je v viteški ljubezenski liriki uveljavil princip, da mora vsaka pesnitev imeti svojo »edinstveno« melodijo, tako je vnesel v politično liriko več barvitosti, določenim temam znotraj pesnitve je dodelil svoje nianse, svoje zvoke in s tem dodal tudi svojevrstno eksperimentalnost. Medtem ko se je glasba njegovega viteškega ljubezenskega pesništva večinoma izgubila, je v politični liriki ohranjenih nekaj njegovih melodij.